# キャノンデール
キャノンデール（英語：Cannondale Bicycle Corporation）はかつて存在した1971年創業のアメリカ合衆国の自転車メーカーであり、社名はコネチカット州の駅の名前から採ったものである。現在はスポーツブランドの一つで、Dorel R/L社傘下のブランドの一つとなっている。
高品質で高性能のアルミ自転車を開発・製造するメーカーとして強みを持つメーカーであり、フレーム以外にも自転車部品、サイクルウェアなどの自転車関連商品も製造販売していた。それぞれ業界で新たな製品カテゴリーを切り開き、積極的なプロチーム支援で業績強化してきた会社であった。
UCIワールドツアーに参加しているプロサイクリングチームのチームEFエデュケーションファースト・ドラパック・p/bキャノンデールに機材を提供している。

## 概要
自転車製造の主力は人件費の安い中国・台湾での大量生産が当たり前になり始めていた頃、キャノンデールはアメリカ国内でのフレーム生産、販売をセールスポイントとしてきた。フレームに見られるHAND MADE IN USAという文字の通り他メーカーとの差別化を図った。
自転車の設計においても独自性やユニークさをアピールしており、CAAD（Cannondale Advanced Aluminum Designの略。独自の溶接方法やフレーム構成技術を活かし製造した高性能アルミフレーム）や、LEFTY（フロント片持ちの一本サスペンションのシステム）などがある。
今では当たり前になっているリアにサスペンションを持つマウンテンバイクを初めて量産したのもこのメーカー。多くのライバルメーカーよりも先んじて、キャノンデールは1984年にマウンテンバイクを発表。先進的なデザインと技術をリードすることで、短期間での販売増につながり、平均で年20パーセントの伸びを記録（1991年は5440万ドル、1996年の売り上げは1億4600万ドル。）したこともあった。
全株子会社はキャノンデールヨーロッパBV、キャノンデールジャパンKKがある。1996年7月にはキャノンデールオーストラリア Pty Limitedを設立した。（組立て済み自転車および自転車関連商品を輸入、また他社製造のコンポーネントも輸入する）
キャノンデール製品は60カ国以上で販売されている。

## 歴史

### 1960年代
キャノンデールの創業者ジョー・モンゴメリーは、生き様を大きく変える経験をした。大学を中退してカリブで船員となってすぐの航海で、雨と強風、15フィートの高波に遭った。船は沈み、海中に放り出され、サメが徘徊する海の中で一夜をすごした。その後、チャーター航海で知り合った友人から、ウォールストリートのアナリストの就職を紹介された。そこで、小規模な事業者がどのように資金繰りをしながら運営し、様々な問題を乗り越えるのかを学んだ。それらで得た知識に加え、生まれ故郷オハイオの農場で過ごした幼少期の経験、また機械好きかつ現実的な性格を生かし、後の事業を思案しているうちに、飛行機や船のマストには木材よりもアルミを使うほうがいいのではないかの着想を得た。また、アウトドア好きなモンゴメリーは、アルミ製の自転車は当時一般に使われていた鉄製の自転車よりも軽く、よりスピードが出せ、特に上り坂では有効だとの着想も得た。
最初はキャンプ用品の事業を起こそうとしていたが、さらに自転車に絞って考えた。理由は、当時の自転車業界がほかの機械工業に比べ、技術的に遅れていたこと。つまり、先進的な自転車製品を打ち出せば市場を切り開けると思ったからである。さらに、流通が古いやりかたのままで改良の余地があること。自転車はメーカーから卸業者へ、そして販売店を経由して顧客へと渡る古い流通形態だった。モンゴメリーは技術革新に流通変革を加えれば自転車にこそ商機はあると確信した。

### 1970年代〜1980年代初頭
1971年会社設立。名称はコネチカットの駅キャノンデールから名づけたが、創業当初は自転車を作るまでには至らず、資金がそれほどかからない自転車関連製品の製作からはじめた。対企業向けとしてバッグやウェアを作り、LLビーンのカタログなどで販売したことで資本強化を果たす。
次に、パートタイムで働いていた従業員6人とともに子供を載せられる自転車のリヤカーを開発して発表。名前はバガー。小さな子をもつ自転車好きの親に人気を博した。この商品でキャノンデールは初めて年間100万ドルを売り上げた。
次にキャノンデールは販売店との関係強化に乗り出した。スタッフが販売店に出向いて講習や販売サポートをし、より顧客との関係を強め、直接、どんな需要が存在するのか聞き出した。さらに中間卸業者を廃したことで25パーセントほどのコストを削減でき、これも価格で顧客に還元した。また世界中で自社が選んだ販売店のみで販売する戦略を採った。それらを用いて、顧客の注文の段階から精緻な製造・販売管理を行えるようにした。
1983年になって初の自転車を発表。先進的な大径アルミチューブのモデルで、他のアルミ製自転車に比べて手ごろな価格だった。この製品がヒットし、売上に昨年度より700万ドルを上乗せした。
1984年には初のマウンテンバイクを発表。幅広のタイヤ、直線的なハンドル、オフロード志向のデザインを採用。他社が追従してアルミ製モデルを商品化したがキャノンデールはさらに多様な車種へと技術革新を推し進め、マウンテン、レーシング（日本ではロードバイクと呼ばれる車種）、ハイブリッド（日本ではクロスバイクと呼ばれる車種）、ツーリング（ロードレース用に似ているがフレームは荷物が載せられる）、スペシャルティ（タンデム、マルチスポーツなど）といったジャンルの製品を展開。その後もアルミフレームの自転車を進化させ続け、業界をリードした。

### 1990年代
キャノンデールは、以下のように自社の優位性を宣伝していた。
『ほとんどの自転車会社が極東（アジア）メーカーで作ったモデルを販売しているが、これは（会社同士で）互いに同じようなフレームのコピーを販売しているも同然だ。キャノンデールはオリジナルの開発で、特許を保有しており（米国特許を48取得）、アメリカ国内で手作りしている。我々のフレームは、他社の「火であぶって脆くなった金属」とは異なり、ハイグレードのアルミ製で、航空機で使われているものである。コネチカット州ジョージタウンの本社開発部でCADを使って設計し、このデータをペンシルベニア州のベッドフォードやフィリップスバーグの工場に転送し、コンピュータ制御のハイテクレーザーで設計通りにアルミが切断され曲げられる。これでキャノンデールは開発と製造の所要期間を最小限にした。125000平方フィートのベッドフォード工場には23エーカーの土地があり、ここが自転車とウェアの主要生産拠点となっている。またここは、カスタマーサービスの拠点でもある。4万フィートのピッツバーグ工場は12エーカーで、関連商品（アクセサリー）やウェアの一部、自転車の補助部品を製造している。』
マウンテンバイクの人気が海外でも伸びてきたことから、アメリカの自転車会社として初めて海外に展開し、先進的なアルミフレームで世界的な評価を受けた。ヨーロッパでは、アメリカがマウンテンバイクの聖地だと考える人が多く、マウンテンバイクの評価について、アメリカの報道機関がなんていうか注目しており、キャノンデールがよいというアメリカでの高評価がそのまま販売増につながった面がある。1991年にエレベーションサスペンションテクノロジーを発表。これをマウンテンバイクのリアサスペンションとして使い、悪路でもタイヤができるだけ接地できるようにした。また、アルミ芯にカーボンファイバーで表面を覆ったフレームの開発などのさらなる自転車の先進性をアピールした。他にも、アルミ缶をリサイクルし蒸着させ体温維持が53パーセント向上しながらも通気性のあるジャケットの販売、ベルトで体に付けられるバッグなどの先進的な関連商品を出した。
1994年1月から、ボルボ/キャノンデールはマウンテンバイクレーシングチームの共同スポンサーとなり、広く知名度を上げようとした。最初のシーズンの1994年世界マウンテンバイクチャンピオンシップで金メダル2個、銀メダル1個を獲得した。1995年にはタイメックスキャノンデールロードレーシングチーム、ニューバランスキャノンデールトライアスロンチーム、キャノンデールワールドフォースBMXチーム、そしてツールで非常に有力なチームだったSaecoプロロードサイクリングチームなどに機材提供やスポンサードを行っている。チームはキャノンデールの自転車に加え、サイクリング用アパレルも宣伝してくれる。１９９７年度のウェア(clothing)やアクセサリーやコンポーネントの売上を15パーセントと見積もっている。ジョー・モンゴメリーはキャノンデール創設来の会長、社長、兼CEO。『大量に自転車販売しようとは思っていない。つまり、中国製ほどは販売しないということ。～わたしたちは自転車界のメルセデスベンツになりたい。ボルボやポルシェでもいい。』と成功の秘訣を述べる。
1997年に高性能スポーツ用車いすの一連のシリーズ販売される。これは障害者アスリート向けのもので、最初のモデルは、開発に7年かけた4 輪フルサスペンションオフロード用。他にも、独特の推進システムを備えたクロスカントリーやダウンヒル用、他にロードレース用、テニス/バスケット用、軽量汎用がある。モンゴメリーの参入動機に、息子のマイケルが車いす使用者であることも影響した。軽量車いす市場が年400万ドル市場となることも願っていたという。『当初の目標は世界の車いす市場で1割をとること。障害のあるアスリートがより生きがいをもてるようなすばらしい機会と感じてもらえると思う。』　キャノンデールがアスリートにインタビューしたところ、スポーツ用車いすは医療関係からではなくスポーツ店での購入が多いという結果にもなった。
1994年から株式公開を行った。1996年に増資。これにより売上と利益が最高となり、前年比約20パーセント増。本社より10マイルほどのBethelにより大規模な工場を建設。モンゴメリーは会社の待合室で休憩するだけではなく、自転車に乗ることも勧めていた。ストレスを発散し仕事にまい進できるようにするだけではなく、社員みんながキャノンデールの最新の開発に文字通り「乗る」ことを許していた。12人の開発者はより自転車を軽量に、頑丈に、高速に、そして快適にしていた。"Speed is Our Friend"「スピードが友達」がモットー。この4ワードは世界的なトッププロサイクリングチームへのキャノンデールのサポートをあらわしてもいるが、メーカーの姿勢としては、目にも止まらぬすばやい開発プロセスをおこなう公約ともいえる。スポンサーとなっているライダーと開発スタッフのひらめきをすばやく技術的に優れた商品に結実させること。世界一の自転車会社でありたいという情熱をもっていた。1)お客様、販売業者お互いを尊重します。2)先進的な商品を途切れることなく開発しつづけ提供しつづけていきます。3)常に改良しつづけます。4)細かいことにもこだわります。5)最良の販売店だけで販売します。6)社員が無駄なく適正に働くように会社を運営します。

### 2003年〜現在
2003年には、モーターサイクル事業にも乗り出したことが仇となって経営危機に陥り、連邦倒産法第11章を申請して事実上倒産、モーターサイクル部門の閉鎖と経営陣の刷新を行った。新経営陣の下、それまで頑なに守っていた「アルミのキャノンデール」「メイド・イン・USA」というイメージから脱却し、現在は他のメーカーと同じように生産を台湾中国など海外に移転、フレームのカーボン化などに対応している。
Cannondale Bicycle Corporationは2003年からの会社で、破産後投資会社ペガサス傘下となってから新たに設立されたものである。4年で再建されて20億ドルと交換で投資会社として売却。2008 年に“カナダに本社を置くアメリカ企業”のドレル傘下になった。再建を果たしたマット・マネリー社長は、ドレル傘下で引き続きCOOである。新CEOは同じドレル傘下となった時点からパシフィックサイクルのCEOを務めたJeff Frehnerが就任した。
2009 年4月からはサイクリング・スポーツ・グループと名称変更。シュウイン、GT、マングース関連部門はキャノンデールのコネチカット州ベセルに移転となった。キャノンデールの自社フレーム生産は終了し、アジアへの外注生産に完全移転も決定した。
キャノンデールは、ドレルインダストリーが買収。2010年現在は、ドレル傘下の自転車部門ドレルレクリエーショナルレジャー社（Dorel R/L社）のサイクリングスポーツグループ社（CSG社）のブランドの一つであり、会社組織的なキャノンデールはすでに存在しないが、会社登記上は残っている。Dorel R/L社傘下には、CSG以外に量販店向けのパシフィックサイクルグループ（PSG）と、Sugoiアパレルをベースとしたアパレルフットウェアグループ（AFG）がある。CSGでは他に、GTとシュウインとマングースを取り扱っている。シュウインやマングースは量販店やウェアもあり、帰属ブランドはCSGでも実際の商品としては PSGやAFGが扱う商品につけられるラベルとして使用されることもある。

## 車種

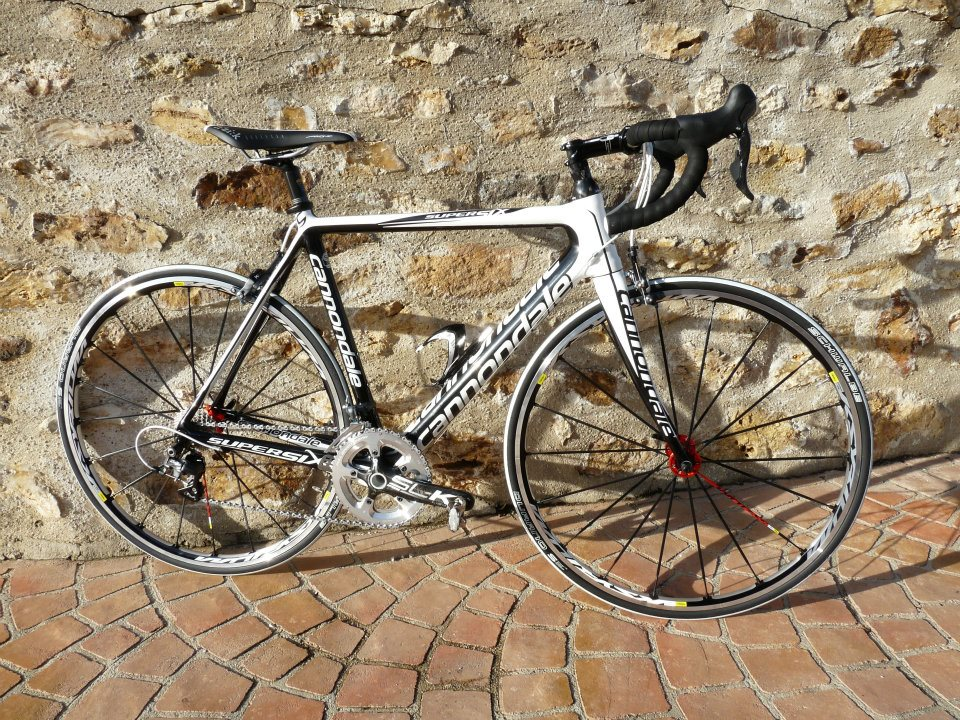
SUPERSIX

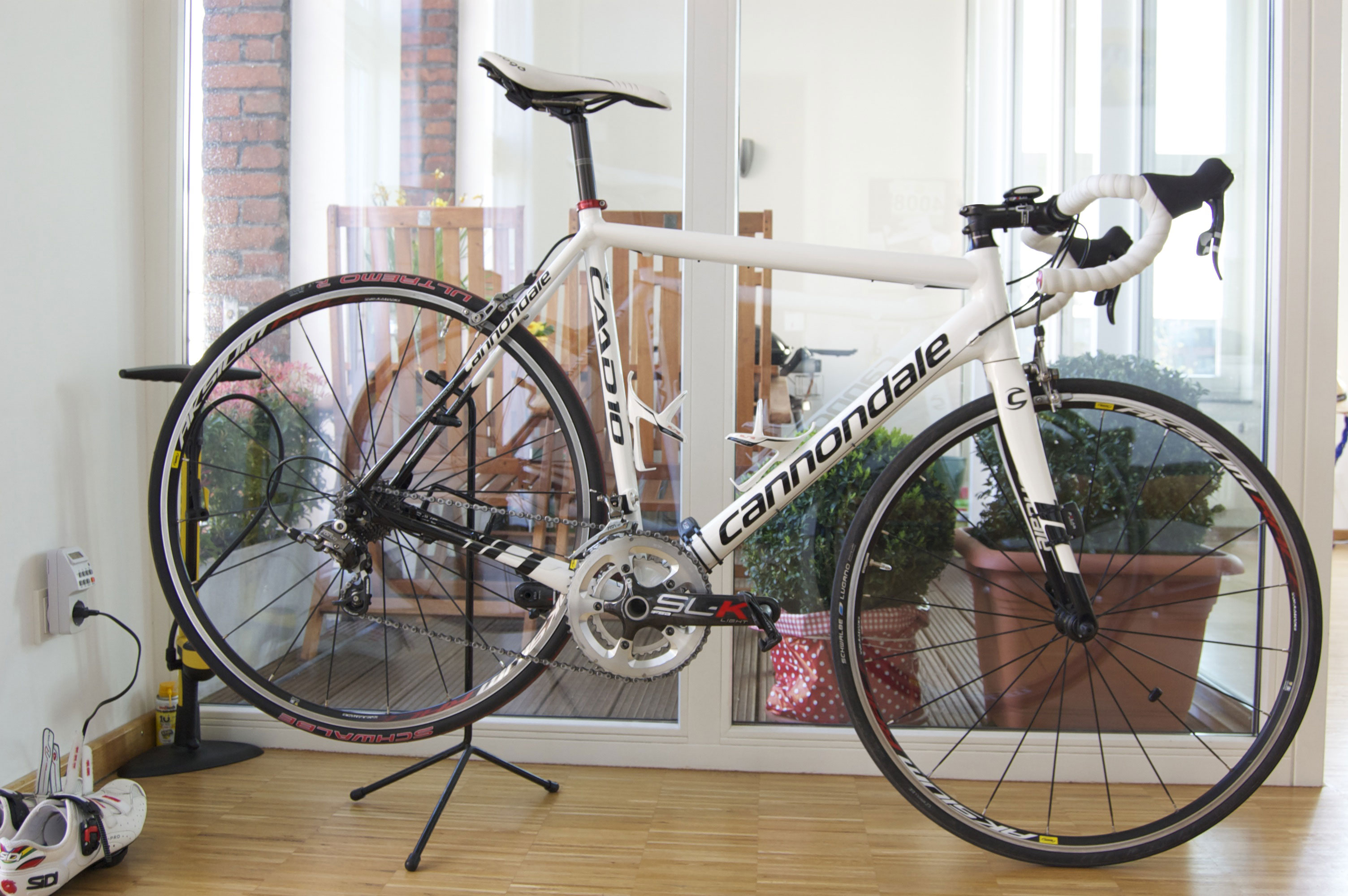
CAAD10

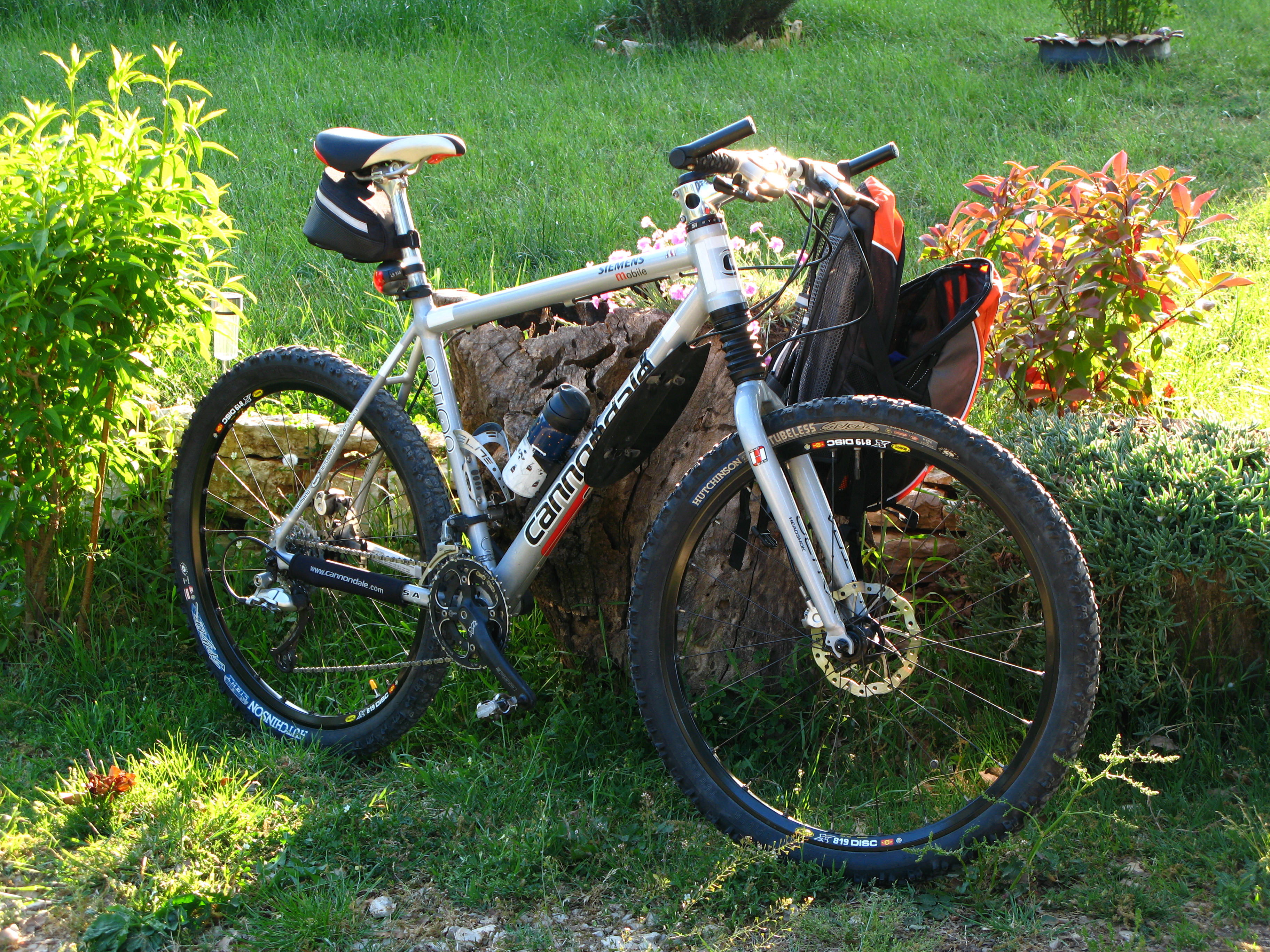
F900

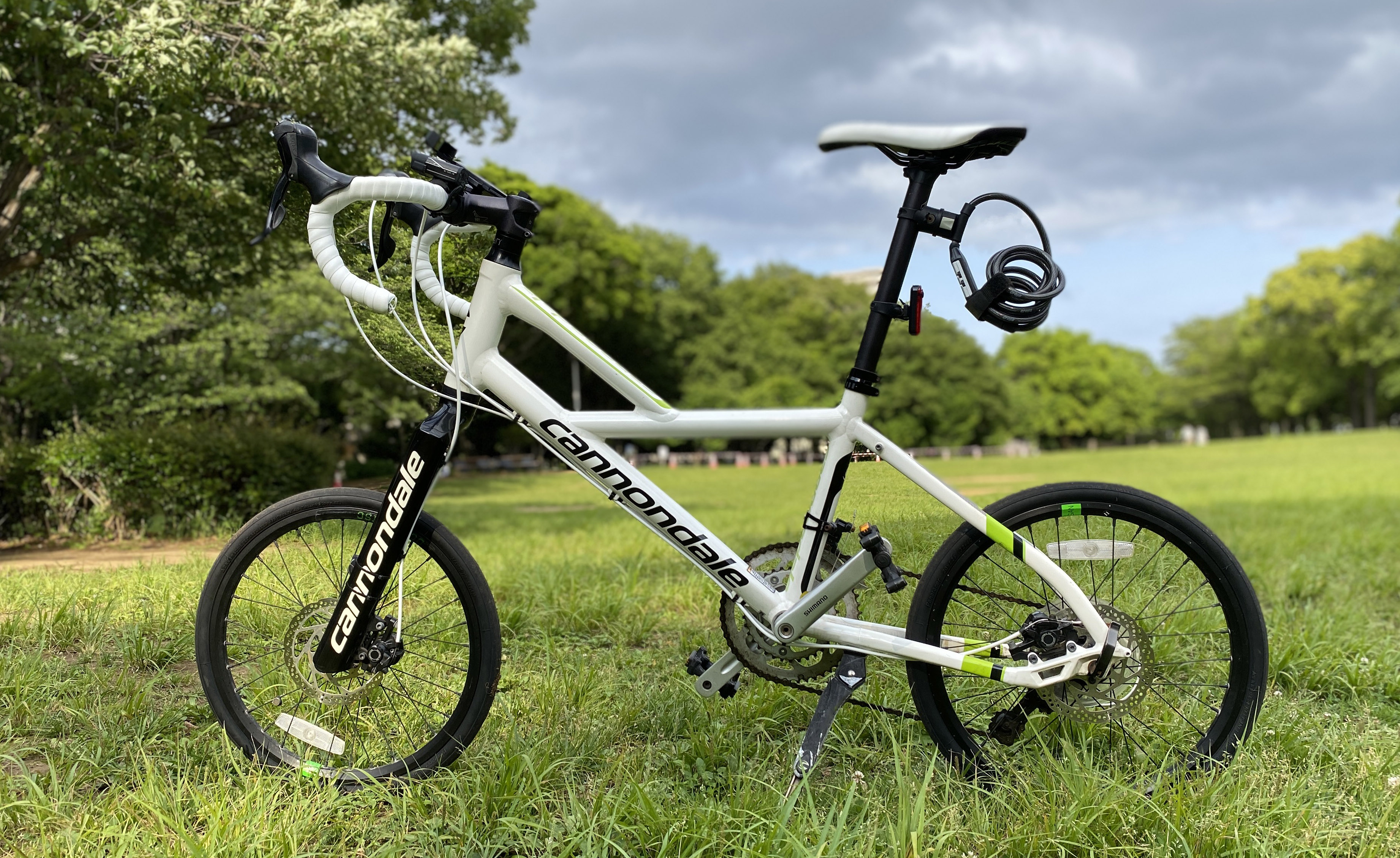
HOOLIGAN

2019年現在の車種は以下の通り。
ロードバイク
SYSTEM SIX
SUPERSIX EVO
CAAD13
CAAD OPTIMO
SYNAPSE
タイムトライアル
SLICE
オールロード
TOPSTONE
TOPSTONE CARBON
シクロクロス
SUPERX
CAADX
マウンテン
F-SI
F-SI THROWBACK FRAME SET
SCALPEL -SI
LEFTY OCHO
JEKYLL
TRIGGER
HABIT
BAD HABIT
CUJO
TRAIL
CATALYST
FAT CAAD
アーバン
BAD BOY
HOOLIGAN
フィットネス
TREADWELL
QUICK